# Shankar Pillai
Shankar Pillai (* 1984 in Commack, New York) ist ein professioneller US-amerikanischer Pokerspieler. Er ist dreifacher Braceletgewinner der World Series of Poker.

## Persönliches
Pillai arbeitete vor seiner Pokerkarriere im Finanzwesen. Er lebt in New York City.

## Pokerkarriere

### Werdegang

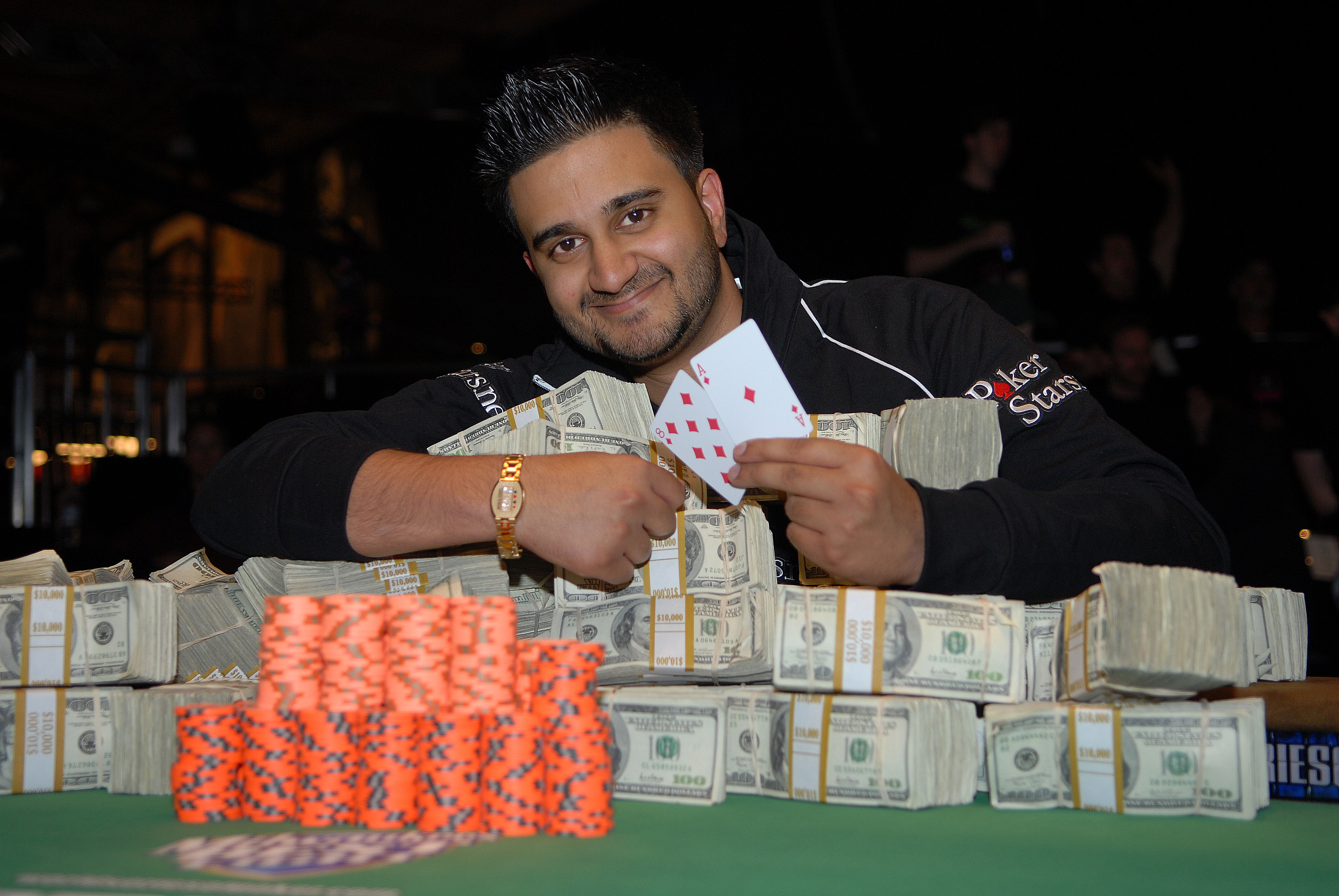
Pillai nach seinem Turniersieg bei der WSOP 2007

Pillai lernte das Pokerspielen von Freunden. Seine erste Geldplatzierung bei einem Live-Turnier erzielte er Mitte Juni 2007 bei der World Series of Poker (WSOP) im Rio All-Suite Hotel and Casino am Las Vegas Strip. Dort setzte sich der Amerikaner bei einem Turnier der Variante No Limit Hold’em gegen 826 andere Spieler durch und sicherte sich ein Bracelet sowie eine Siegprämie von knapp 530.000 US-Dollar. 2011 erreichte er dreimal, 2012 fünfmal die Geldränge bei WSOP-Turnieren. Bei der WSOP 2016 erreichte er einen Finaltisch und belegte dort den mit knapp 200.000 US-Dollar dotierten dritten Platz. Anschließend kam der Amerikaner auch beim Main Event der Turnierserie in die Geldränge und erhielt für seinen 86. Rang knapp 70.000 US-Dollar. Mitte August 2017 wurde er beim Big Stax 500 in Bensalem Zweiter und sicherte sich aufgrund eines Deals mit zwei anderen Spielern knapp 80.000 US-Dollar. Beim Main Event der World Poker Tour (WPT) landete Pillai im Oktober 2017 in Jacksonville auf dem sechsten Platz, der mit rund 55.000 US-Dollar bezahlt wurde. Ende September 2018 wurde er beim WPT-Main-Event in Hanover, Maryland, Zweiter und erhielt rund 220.000 US-Dollar. Bei der WSOP 2019 gewann der Amerikaner ein nur für Braceletgewinner offenes Event und sicherte sich dort sein zweites Bracelet sowie den Hauptpreis von über 70.000 US-Dollar. Im August 2020 belegte er bei der Poker Players Championship der aufgrund der COVID-19-Pandemie auf GGPoker ausgespielten World Series of Poker Online den mit knapp einer Million US-Dollar dotierten dritten Platz. Bei WSOP.com PA gewann Pillai Mitte August 2021 das High Roller der World Series of Poker Online und erhielt sein drittes Bracelet sowie eine Siegprämie von über 65.000 US-Dollar.
Insgesamt hat sich Pillai mit Poker bei Live-Turnieren mehr als 2 Millionen US-Dollar erspielt.

### Braceletübersicht
Pillai kam bei der WSOP 78-mal ins Geld und gewann drei Bracelets:
| Jahr   | Buy-in (in $) | Turnier                                            | Teilnehmer | Preisgeld (in $) |
| ------ | ------------- | -------------------------------------------------- | ---------- | ---------------- |
| 2007 O | 3000          | No-Limit Hold’em                                   | 827        | 527.829          |
| 2019 O | 1500          | 50th Annual Bracelet Winners Only No-Limit Hold’em | 185        | 071.580          |
| 2021 O | 3200          | WSOP.com PA – No Limit Hold’em High Roller         | 086        | 066.641          |